# Liste der Baudenkmäler in Bad Griesbach im Rottal
Auf dieser Seite sind die Baudenkmäler in der niederbayerischen Stadt Bad Griesbach im Rottal zusammengestellt. Diese Tabelle ist eine Teilliste der Liste der Baudenkmäler in Bayern. Grundlage ist die Bayerische Denkmalliste, die auf Basis des Bayerischen Denkmalschutzgesetzes vom 1. Oktober 1973 erstmals erstellt wurde und seither durch das Bayerische Landesamt für Denkmalpflege geführt wird. Die folgenden Angaben ersetzen nicht die rechtsverbindliche Auskunft der Denkmalschutzbehörde.

## Ensembles

### Ensemble Ortskern Sankt Wolfgang
Das Ensemble umfasst das Zentrum des Wallfahrts-Weilers Sankt Wolfgang. Der Ort liegt abgeschieden im niederbayerischen Hügelland und entwickelte sich bei der spätgotischen, 1411 geweihten Wallfahrtskirche. Die Wallfahrt zum Heiligen Wolfgang setzte Ende des 15. Jahrhunderts ein und erforderte 1554 die Einrichtung einer Kaplanei. Die späte Blütezeit der Wallfahrt im 18. Jahrhundert wird in der barocken Neuausstattung der Kirche, dem barockisierten Turmaufbau und in der Anlage des großen, vierseitig geschlossenen Pfarrhofs südöstlich gegenüber der Kirche – wohl als Nachfolgerbau des alten Kaplanhauses – anschaulich. Dem Pfarrhaus, das zwar ein bäuerliches Blockbau-Obergeschoss besitzt, sich aber durch ein Walmdach besonders auszeichnet, schließen sich Wirtschaftsgebäude mit reichem Bundwerk, ein Traidkasten und andere Nebenbauten an. Einen ebenso großzügigen Wirtschaftshof des späteren 18. Jahrhunderts bildet das Wallfahrergasthaus an der Nordseite der Kirche. Das Wirtshaus selbst, für eine große Wallfahrt unerlässlich, ist ein gleichermaßen stattlicher wie malerischer Blockbau von 1782 mit weit vorstehendem Flachsatteldach; die großen Kastanienbäume vor dem Giebel gehören zum früheren Wirtsgarten. Westlich und südlich der Kirche schließen das alte Mesnerhaus und ein kleiner Einfirsthof des 18. Jahrhunderts den lockeren Ring von Bauten, der sich um die Wolfgangskirche legt. Aktennummer: E-2-75-124-2.

### Ensemble Stadtplatz

Stadtplatz Bad Griesbach

Der Stadtplatz ist eine gestreckte, nahezu rechteckige Platzanlage, deren nord-südliche Längenausdehnung der Richtung der alten Durchgangsstraße folgt, die den Platz durchläuft. Der Ort war nach dem Aussterben der Griesbacher Grafen zunächst an die Grafen von Ortenburg, dann 1248 an die Wittelsbacher gekommen, die in der Griesbacher Burg ein bedeutendes herzogliches Pfleggericht einrichteten. Der Ausbau des Ortes und die Schaffung eines großen Marktplatzes ist in Zusammenhang mit der Städtepolitik der Herzöge in Niederbayern zu sehen. 1370 erhielt der Ort Marktrecht.
Der Platz ist geschlossen mit zwei- und dreigeschossigen bürgerlichen Wohn- und Geschäftshäusern des 18. und 19. Jahrhunderts umbaut, die im Kern z. T. älteren Ursprungs sind. Neben diesen schlichten, traufseitigen oder giebelständigen Bauten setzen der Giebelbau des Rathauses am Südende des Platzes und behäbige alte Gasthöfe wie die "Post" und der "Bayerische Löwe" sowie die ehemalige Eisenfronveste (Stadtplatz 16) besondere Schwerpunkte.
Aktennummer: E-2-75-124-1

## Baudenkmäler nach Ortsteilen

### Bad Griesbach
| Lage                                                                                 | Objekt                                                               | Beschreibung | Akten-Nr.               | Bild                                                             |
| ------------------------------------------------------------------------------------ | -------------------------------------------------------------------- | --- | ----------------------- | ---------------------------------------------------------------- |
| Bräugasse 2 (Standort)                                                               | Wohnhaus                                                             | Schmaler, dreigeschossiger und traufständiger, verschindelter Blockbau mit vorschießendem Flachsatteldach und Giebelschrot, rückseitig versteinert, wohl Ende 18. Jahrhundert                                             | D-2-75-124-1 Wikidata   | Wohnhaus                                                         |
| Brunngasse 1 (Standort)                                                              | Wohnhaus                                                             | Schmaler, dreigeschossiger Flachsatteldachbau in Ecklage, mit Dachüberstand und Giebelschrot, wohl Ende 18. Jahrhundert                                                                                                   | D-2-75-124-2 Wikidata   | Wohnhaus                                                         |
| Brunngasse 17 (Standort)                                                             | Wohnhaus                                                             | Zweigeschossiger und giebelständiger Blockbau mit vorschießendem Flachsatteldach, 18. Jahrhundert | D-2-75-124-3 Wikidata   | Wohnhaus                                                         |
| Haagstraße 6 (Standort)                                                              | Wohnhaus                                                             | Dreigeschossiger Walmdachbau mit Vorschussmauer und Schaufassade, Neurenaissance, letztes Drittel 19. Jahrhundert | D-2-75-124-4 Wikidata   | Wohnhaus                                                         |
| Haagstraße 10 (Standort)                                                             | Ehemalige Schmiede, jetzt Wohnhaus                                   | Zweigeschossiger und giebelständiger, verschindelter Blockbau mit vorschießendem Flachsatteldach, offenem Vorbau, verschaltem Giebelschrot, Anfang 19. Jahrhundert, und jüngeren Werkstattanbauten mit zwei Grabendächern | D-2-75-124-5 Wikidata   | Ehemalige Schmiede, jetzt Wohnhaus                               |
| Haagstraße 14 (Standort)                                                             | Kleinhaus                                                            | Zum Teil offener Blockbau, 18. Jahrhundert | D-2-75-124-6 Wikidata   | Kleinhaus                                                        |
| Haagstraße 16 (Standort)                                                             | Wohnhaus                                                             | Obergeschoss-Blockbau, verputzt, mit Giebelschrot und Flachsatteldach, zweite Hälfte 18. Jahrhundert | D-2-75-124-7 Wikidata   | Wohnhaus                                                         |
| Haagstraße 32 (Standort)                                                             | Pfarrhaus                                                            | Zweigeschossiger und traufständiger Satteldachbau mit Treppengiebeln, 1832 | D-2-75-124-8 Wikidata   | Pfarrhaus                                                        |
| Haagstraße 35 (Standort)                                                             | Katholische Stadtpfarrkirche Hl. Familie                             | Dreischiffige neubarocke Basilika, 1910/12 von Franz Rank; mit Ausstattung | D-2-75-124-9 Wikidata   | weitere Bilder                                                   |
| Inhamer Straße 17 (Standort)                                                         | Einfirsthof, Mitterstallbau                                          | Blockbau mit seitlichem Schrot, zweites Viertel 19. Jahrhundert | D-2-75-124-10 Wikidata  | Einfirsthof, Mitterstallbau                                      |
| Jahnstraße 14 (Standort)                                                             | Einfirsthof                                                          | Zweigeschossiges und traufständiges Mitterstallhaus in Blockbauweise mit vorschießendem Satteldach und Traufschrot, 2. Viertel 19. Jahrhundert                                                                            | D-2-75-124-11 Wikidata  | Einfirsthof                                                      |
| Leithen 6 (Standort)                                                                 | Kleinbauernhaus                                                      | Zweigeschossiger und traufständiger, rückseitig versteinerter Blockbau mit vorschießendem, flachem Frackdach und Giebelschrot, 2. Hälfte 18. Jahrhundert                                                                  | D-2-75-124-12 Wikidata  | Kleinbauernhaus                                                  |
| Marienweg 12 (Standort)                                                              | Katholische Wallfahrtskirche Maria Schutz                            | Polygonal schließende Saalkirche mit Fassadendachreiter und Werksteinportal, neugotischer Backsteinbau, 1847–51 mit Ausstattung                                                                                           | D-2-75-124-14 Wikidata  | weitere Bilder                                                   |
| Nähe Passauer Straße (Standort)                                                      | Kriegerdenkmal                                                       | Kriegerdenkmal für 1870–71, 1914–18, 1939–45, verwundeter Löwe mit Kanonenkugel, um 1920, Sockel neu; vom Stadtplatz transloziert                                                                                         | D-2-75-124-35 Wikidata  | Kriegerdenkmal                                                   |
| Passauer Straße 12 (Standort)                                                        | Brauerei-Gasthof der ehemaligen Brauerei Neumayer                    | Nordseite Nebengebäude, zweigeschossiger und giebelständiger Schopfwalmdachbau mit Quadermauerwerk, bezeichnet 1828 | D-2-75-124-15 Wikidata  | Brauerei-Gasthof der ehemaligen Brauerei Neumayer                |
| Passauer Straße 14 (Standort)                                                        | Brauerei-Gasthof der ehemaligen Brauerei Neumayer                    | Stattlicher, dreigeschossiger und giebelständiger Satteldachbau mit Zinnengiebeln, 17. Jahrhundert, Äußeres Mitte 19. Jahrhundert                                                                                         | D-2-75-124-15 Wikidata  | Brauerei-Gasthof der ehemaligen Brauerei Neumayer                |
| Passauer Straße 16 (Standort)                                                        | Wohnhaus                                                             | Zweiteiliger und eingeschossiger, giebelständiger Flachsatteldachbau mit Vorschussmauer, 18. Jahrhundert; 1725–52 Wohnhaus des Bildhauers Johann Wenzel Jorhan                                                            | D-2-75-124-17 Wikidata  | Wohnhaus                                                         |
| Passauer Straße 22 (Standort)                                                        | Wohnhaus                                                             | Zweigeschossiger und traufständiger Halbwalmdachbau mit architektonischen Putzgliederungen, 3. Viertel 19. Jahrhundert | D-2-75-124-18 Wikidata  | Wohnhaus                                                         |
| Schloßberg 6 (Standort)                                                              | Wohnhaus                                                             | Zweigeschossiger und giebelständiger, verschalter Blockbau mit vorschießendem Flachsatteldach, 2. Hälfte 18. Jahrhundert                                                                                                  | D-2-75-124-20 Wikidata  | Wohnhaus                                                         |
| Schloßberg 11 (Standort)                                                             | Ehemalige katholische Pfarrkirche, jetzt Friedhofskirche St. Michael | Saalkirche mit eingezogenem Polygonalchor und Chorflankenturm, spätgotischer Ziegelbau mit Werksteingliederungen, 1500, Turmobergeschoss barock; mit Ausstattung Im Friedhof Grabdenkmäler des 19. Jahrhunderts           | D-2-75-124-21 Wikidata  | weitere Bilder                                                   |
| Schloßberg 18 (Standort)                                                             | Ehemaliges Amtsgerichtsgebäude, heute Rathaus                        | Dreigeschossiger Zweiflügelbau mit firstparallelem Walmdach, Portal, Werksteingliederungen, Flacherker und bekröntem Treppenhauserker im Hofwinkel, barockisierender Heimatstil, 1910–12                                  | D-2-75-124-192 Wikidata | weitere Bilder                                                   |
| Schloßhof 2 (Standort)                                                               | Nordöstlicher Kopfbau                                                | Dreigeschossiger und firstparalleler Walmdachbau, rückseitig Walmdachanbau mit Treppenhausrisalit | D-2-75-124-22 Wikidata  | Nordöstlicher Kopfbau                                            |
| Schloßhof 3 (Standort)                                                               | Ehemaliger Wohntrakt des Schlosses                                   | Zweigeschossiger und hakenförmiger Satteldachbau mit südlichem Anbau | D-2-75-124-22 Wikidata  | Ehemaliger Wohntrakt des Schlosses                               |
| Schloßhof 4, 5 (Standort)                                                            | Ehemaliger Südflügel des Schlosses, später Gefängnis                 | Dreigeschossiger Steildachbau mit stichbogigen Öffnungen | D-2-75-124-22 Wikidata  | Ehemaliger Südflügel des Schlosses, später Gefängnis             |
| Schloßhof 6 (Standort)                                                               | Ehemaliges Rentamt, jetzt Finanzamt                                  | Dreigeschossiger Steildachbau, jetzige Erscheinung 1912, im Kern spätmittelalterlich | D-2-75-124-22 Wikidata  | weitere Bilder                                                   |
| Stadtplatz 3 (Standort)                                                              | Ehemaliges Rathaus, jetzt Städtische Galerie und Volkshochschule     | Dreigeschossiger Walmdachbau mit Vorschussmauer, im Kern wohl 17. Jahrhundert | D-2-75-124-29 Wikidata  | Ehemaliges Rathaus, jetzt Städtische Galerie und Volkshochschule |
| Stadtplatz 11 (Standort)                                                             | Wohnhaus                                                             | Dreigeschossiger und giebelständiger Satteldachbau mit flachem Mittelrisalit, Giebelmauer und Dreiecksgiebel, neubarock, Ende 19. Jahrhundert                                                                             | D-2-75-124-31           | Wohnhaus                                                         |
| Stadtplatz 12 (Standort)                                                             | Wohn- und Geschäftshaus                                              | Dreigeschossiger Walmdachbau mit Gesimsteilung und Putzgliederungen, nach Mitte 19. Jahrhundert | D-2-75-124-32 Wikidata  | Wohn- und Geschäftshaus                                          |
| Stadtplatz 16 (Standort)                                                             | Ehemals Fronveste, jetzt Stadtbibliothek                             | Zweigeschossiger und giebelständiger Mansardwalmdachbau | D-2-75-124-33 Wikidata  | Ehemals Fronveste, jetzt Stadtbibliothek                         |
| Stadtplatz 17 (Standort)                                                             | Gasthaus zum Bayerischen Löwen                                       | Stattlicher, dreigeschossiger und traufständiger Satteldachbau mit Gesimsgliederungen und Fassadenrelief, Äußeres Mitte 19. Jahrhundert, im Kern älter                                                                    | D-2-75-124-34 Wikidata  | Gasthaus zum Bayerischen Löwen                                   |
| Weinzierler Gangsteig 8 (Standort)                                                   | Kleinhaus                                                            | Zweigeschossiger und giebelständiger, verschalter Blockbau mit vorschießendem Flachsatteldach, 18./19. Jahrhundert | D-2-75-124-36 Wikidata  | Kleinhaus                                                        |
| Weinzierler Straße 4 (Standort)                                                      | Wohnhaus                                                             | Blockbau mit Flachsatteldach, 18./19. Jahrhundert | D-2-75-124-37 Wikidata  | Wohnhaus                                                         |
| Weinzierler Straße 11 (Standort)                                                     | Wohnhaus                                                             | Zweigeschossiger und traufständiger, teilweise verschindelter Blockbau mit vorschießendem Satteldach, teilweise versteinert, 1. Hälfte 19. Jahrhundert                                                                    | D-2-75-124-38 Wikidata  | Wohnhaus                                                         |
| Grieskirchner Feld (westlich und südlich der Straße "An der Bräukapelle") (Standort) | Feldkapelle, sogenannte Bräukapelle                                  | Saalbau mit leicht eingezogener, halbrunder Apsis, Giebeldachreiter und Putzgliederungen, 1837; mit Ausstattung | D-2-75-124-42 Wikidata  | Feldkapelle, sogenannte Bräukapelle                              |

### Afham
| Lage                | Objekt                                    | Beschreibung | Akten-Nr.              | Bild                                      |
| ------------------- | ----------------------------------------- | --- | ---------------------- | ----------------------------------------- |
| Afham 17 (Standort) | Bauernhaus eines ehemaligen Vierseithofes | zweigeschossiger Obergeschoss-Blockbau mit traufseitig vorkragendem und später aufgesteiltem Satteldach, teilweise verschalt, mit Resten von Verschindelung, bezeichnet 1788 Traidkasten mit Flachdach und Schrot über Remise, Ende 18. Jahrhundert | D-2-75-124-46 Wikidata | Bauernhaus eines ehemaligen Vierseithofes |

### Aicha
| Lage                         | Objekt                            | Beschreibung | Akten-Nr.              | Bild                              |
| ---------------------------- | --------------------------------- | --- | ---------------------- | --------------------------------- |
| Aicha 2 (Standort)           | Wohnstallhaus eines Vierseithofes | Zweigeschossiger, teilweise verschindelter Obergeschoss-Blockbau mit vorschießendem Satteldach und Traufschrot, 1. Hälfte 19. Jahrhundert.; Remise mit Traidkasten, teilweise verschindelter Obergeschoss-Blockbau mit vorschießendem Satteldach und Traufschrot, bezeichnet 1801 | D-2-75-124-49 Wikidata | Wohnstallhaus eines Vierseithofes |
| Aicha 3 (Standort)           | Remise mit Traidkasten            | Teilweise verschindelter Obergeschoss-Blockbau mit vorschießendem Satteldach und Traufschrot, bezeichnet 1801 | D-2-75-124-49 Wikidata | Remise mit Traidkasten            |
| Aicha 1; In Aicha (Standort) | Hofkapelle                        | Polygonal schließender Satteldachbau mit Giebeldachreiter und Putzgliederungen, neugotisch, bezeichnet 1867; mit Ausstattung | D-2-75-124-50 Wikidata | Hofkapelle                        |

### Amsham
| Lage                | Objekt                          | Beschreibung | Akten-Nr.              | Bild                            |
| ------------------- | ------------------------------- | --- | ---------------------- | ------------------------------- |
| Amsham 5 (Standort) | Kleinbauern- und Wohnstadelhaus | Zweigeschossiger und giebelständiger, teilweise verschalter und versteinerter Blockbau mit Frackdach und Traufbalkon, im Kern Ende 18. Jahrhundert                                                                                         | D-2-75-124-55 Wikidata | Kleinbauern- und Wohnstadelhaus |
| Amsham 9 (Standort) | Wohnhaus des Vierseithofes      | Zweigeschossiger und verschindelter Blockbau mit aufgesteiltem Flachsatteldach, hohem Sockelgeschoss und Traufschrot, im Kern Anfang 19. Jahrhundert Stall mit Traidkasten und Heuboden im verschalten Blockbau-Obergeschoss, gleichzeitig | D-2-75-124-56 Wikidata | Wohnhaus des Vierseithofes      |

### Aunham
| Lage                 | Objekt                     | Beschreibung | Akten-Nr.              | Bild                       |
| -------------------- | -------------------------- | --- | ---------------------- | -------------------------- |
| Aunham 12 (Standort) | Wohnhaus des Dreiseithofes | Zweigeschossiger und giebelständiger Blockbau mit gedrehtem Satteldach und Traufbalkon, Giebel verschalt, im Kern wohl noch 17. Jahrhundert Stattlicher Stadel, verschalter Ständerbau mit seltenem, hofseitigem Bundwerk, bezeichnet „1844“ | D-2-75-124-60 Wikidata | Wohnhaus des Dreiseithofes |

### Baumgarten
| Lage                    | Objekt                     | Beschreibung | Akten-Nr.              | Bild                       |
| ----------------------- | -------------------------- | --- | ---------------------- | -------------------------- |
| Baumgarten 1 (Standort) | Wohnhaus des Dreiseithofes | Zweigeschossiger und giebelständiger, verschalter Blockbau mit vorschießendem Flachsatteldach, Kniestock und Traufbalkon, rückseitig versteinert, im Kern 1. Hälfte 19. Jahrhundert | D-2-75-124-61 Wikidata | Wohnhaus des Dreiseithofes |

### Birchau
| Lage                 | Objekt                           | Beschreibung | Akten-Nr.              | Bild                             |
| -------------------- | -------------------------------- | --- | ---------------------- | -------------------------------- |
| Birchau 3 (Standort) | Zugehöriges kleines Nebengebäude | Zugehöriger kleines Nebengebäude, Remise mit Traidkasten, traufständiger und geständerter Obergeschoss-Blockbau mit hofseitig vorkragendem Satteldach, 1. Drittel 19. Jahrhundert | D-2-75-124-62 Wikidata | Zugehöriges kleines Nebengebäude |

### Breitenloh
| Lage                    | Objekt                          | Beschreibung | Akten-Nr.              | Bild                            |
| ----------------------- | ------------------------------- | --- | ---------------------- | ------------------------------- |
| Breitenloh 3 (Standort) | Wohnstallhaus des Dreiseithofes | Zweigeschossiger und giebelständiger, teilweise verschindelter / verschalter Blockbau mit vorschießendem Satteldach und Traufschrot, 18. Jahrhundert | D-2-75-124-63 Wikidata | Wohnstallhaus des Dreiseithofes |

### Brennberg
| Lage                   | Objekt                 | Beschreibung                                                                                                 | Akten-Nr.              | Bild                   |
| ---------------------- | ---------------------- | --- | ---------------------- | ---------------------- |
| Brennberg 1 (Standort) | Hauptgebäude der Mühle | Stattlicher, zweigeschossiger und traufständiger Halbwalmdachbau mit Traufgesims, 2. Viertel 19. Jahrhundert | D-2-75-124-90 Wikidata | Hauptgebäude der Mühle |

### Buchet
| Lage                 | Objekt                          | Beschreibung | Akten-Nr.              | Bild                            |
| -------------------- | ------------------------------- | --- | ---------------------- | ------------------------------- |
| Buchet 9 (Standort)  | Kleinbauernhaus                 | Zweigeschossiger und giebelständiger, teilweise versteinerter und verschalter Blockbau mit vorschießendem Flachsatteldach, erstes Drittel 19. Jahrhundert                                                  | D-2-75-124-74 Wikidata | BW                              |
| Buchet 10 (Standort) | Bauernhaus                      | Mittertennbau mit Blockbau-Obergeschoss und Giebelschrot, zweites Viertel 19. Jahrhundert | D-2-75-124-75 Wikidata | BW                              |
| Buchet 17 (Standort) | Bauernhaus                      | Zweigeschossiger und traufständiger Mittertennbau mit verputztem Blockbau-Obergeschoss, vorschießendem, aufgeständerten Satteldach und Giebelschrot, Mitte 19. Jahrhundert                                 | D-2-75-124-65 Wikidata | Bauernhaus                      |
| Buchet 19 (Standort) | Einfirsthof                     | Zweigeschossiger Blockbau mit vorschießendem Flachsatteldach und zwei Giebelschroten, 2. Viertel 19. Jahrhundert                                                                                           | D-2-75-124-66 Wikidata | weitere Bilder                  |
| Buchet 21 (Standort) | Mittertennhaus                  | Langgestreckter und traufständiger Flachsatteldachbau, Wohnteil zweigeschossiger Blockbau mit zwei Giebelschroten, bezeichnet 1842                                                                         | D-2-75-124-68 Wikidata | weitere Bilder                  |
| Buchet 29 (Standort) | Wohnteil eines Hakenhofes       | Zweigeschossiger, teilweise versteinerter Blockbau mit vorschießendem Flachsatteldach und Giebelschrot, 2. Viertel 19. Jahrhundert, Dach aufgesteilt                                                       | D-2-75-124-67 Wikidata | Wohnteil eines Hakenhofes       |
| Buchet 31 (Standort) | Kleinbauernhaus                 | Zweigeschossiger, giebelständiger und verschindelter Blockbau mit vorschießendem Flachsatteldach und versteinerter Front, 2. Viertel 19. Jahrhundert                                                       | D-2-75-124-69 Wikidata | Kleinbauernhaus                 |
| Buchet 33 (Standort) | Wohnteil eines Hakenhofes       | Zweigeschossiger und traufständiger, verschindelter Blockbau mit aufgesteiltem Satteldach, 2. Viertel 19. Jahrhundert                                                                                      | D-2-75-124-70          | Wohnteil eines Hakenhofes       |
| Buchet 37 (Standort) | Kleinbauernhaus im Waldlertypus | Eineinhalbgeschossiger und giebelständiger Blockbau mit Giebelschrot und vorschießendem Flachsatteldach, Anfang 19. Jahrhundert                                                                            | D-2-75-124-71 Wikidata | Kleinbauernhaus im Waldlertypus |
| Buchet 42 (Standort) | Einfirsthof                     | Zweigeschossiger und traufständiger Blockbau mit Giebelschroten und vorschießendem Flachsatteldach, bezeichnet 1852                                                                                        | D-2-75-124-72 Wikidata | Einfirsthof                     |
| Buchet 51 (Standort) | Wohnhaus des Dreiseithofes      | Dreigeschossiger Blockbau mit vorschießendem, aufgeständertem Flachsatteldach und zwei Giebelschroten, 1. Drittel 19. Jahrhundert Stall mit Heuboden, Obergeschoss-Blockbau mit Frackdach, bezeichnet 1829 | D-2-75-124-73 Wikidata | Wohnhaus des Dreiseithofes      |

### Dobl
| Lage                                   | Objekt      | Beschreibung                                                                                     | Akten-Nr.               | Bild        |
| -------------------------------------- | ----------- | ------------------------------------------------------------------------------------------------ | ----------------------- | ----------- |
| Dobl 1; am Waldrand in Dobl (Standort) | Feldkapelle | polygonaler Steildachbau mit stichbogiger Öffnung und Lourdesgrotte, neugotisch, bezeichnet 1895 | D-2-75-124-187 Wikidata | Feldkapelle |

### Eckartsöd
| Lage                   | Objekt      | Beschreibung | Akten-Nr.              | Bild        |
| ---------------------- | ----------- | --- | ---------------------- | ----------- |
| Eckartsöd 2 (Standort) | Einfirsthof | Wohnteil als zweigeschossiger Blockbau mit flachem Frackdach und Brettschindeln, Seitenflügel mit Traidkasten im Obergeschoss-Blockbau, 2. Hälfte 18. Jahrhundert | D-2-75-124-76 Wikidata | Einfirsthof |

### Eden
| Lage                 | Objekt                     | Beschreibung | Akten-Nr.              | Bild                       |
| -------------------- | -------------------------- | --- | ---------------------- | -------------------------- |
| Einöden 3 (Standort) | Wohnhaus des Vierseithofes | Zweigeschossiger Obergeschoss-Blockbau mit vorschießendem Flachsatteldach und zwei Giebelschroten, 1. Drittel 19. Jahrhundert Nebengebäude, Stall, Remise, Durchfahrt und Traidkasten, Obergeschoss-Blockbau mit Satteldach und Traufschrot, gleichzeitig | D-2-75-124-77 Wikidata | Wohnhaus des Vierseithofes |

### Einöden
| Lage                  | Objekt                             | Beschreibung | Akten-Nr.              | Bild                               |
| --------------------- | ---------------------------------- | --- | ---------------------- | ---------------------------------- |
| Einöden 4 (Standort)  | Wohnhaus des Vierseithofes Holzner | Zweigeschossiger Blockbau mit vorschießendem Satteldach, teilweise versteinertem Erdgeschoss und zwei Giebelschroten, 1. Hälfte 19. Jahrhundert Nebengebäude mit Stall und Remise, Ziegelbau mit Blockbau-Obergeschoss, vorkragendem Satteldach und Traufschrot, 19./20. Jahrhundert                                     | D-2-75-124-79 Wikidata | Wohnhaus des Vierseithofes Holzner |
| Einöden 5 (Standort)  | Wohnhaus des Dreiseithofes Wased   | Dreiseithof (ehemals Vierseithof) Wased, 18./19. Jahrhundert; Wohnhaus, zweigeschossiger Blockbau mit teilweise versteinertem Ostteil, vorschießendem und aufgesteiltem Satteldach und Traufschrot Nebengebäude, Remise, Stall und Traidkasten, Obergeschoss-Blockbau mit vorschießendem Flachsatteldach und Traufschrot | D-2-75-124-80 Wikidata | weitere Bilder                     |
| Einöden 11 (Standort) | Wohnhaus des Vierseithofes Kröckl  | Zweigeschossiger und traufständiger, teilweise brettverschindelter Blockbau mit vorschießendem, aufgesteiltem Flachsatteldach und Traufschrot, Anfang 19. Jahrhundert | D-2-75-124-81 Wikidata | Wohnhaus des Vierseithofes Kröckl  |
| Einöden 14 (Standort) | Bauernhof zum Holzschuster         | Hakenhof, Wohnteil zweigeschossiger und giebelständiger Obergeschoss-Blockbau mit vorschießendem Flachsatteldach, im Kern Mitte 19. Jahrhundert | D-2-75-124-82 Wikidata | Bauernhof zum Holzschuster         |

### Endham
| Lage                | Objekt                     | Beschreibung | Akten-Nr.              | Bild                       |
| ------------------- | -------------------------- | --- | ---------------------- | -------------------------- |
| Endham 1 (Standort) | Zwei große Schlusssteine   | Mit den Bildern Christi und des Lamms Gottes, 14. Jahrhundert, aus dem nahen St. Salvator, eingemauert im Stadel | D-2-75-124-83 Wikidata | Zwei große Schlusssteine   |
| Endham 2 (Standort) | Wohnhaus des Vierseithofes | Stattlicher, nach der Tradition von Italienern erbauter zweigeschossiger Walmdachbau mit Mezzanin, seitlichem Turmrisalit, Altanen, Erker und Putzgliederungen, 1872                                                                          | D-2-75-124-84 Wikidata | Wohnhaus des Vierseithofes |
| Endham 3 (Standort) | Wohnhaus des Vierseithofes | Zweigeschossiger und verschindelter Obergeschoss-Blockbau mit vorschießendem, aufgeständertem Satteldach und Traufbalkon, 1. Hälfte 19. Jahrhundert Torflügel mit dreiteiligem Hoftor und verschaltem Obergeschoss, 2. Hälfte 19. Jahrhundert | D-2-75-124-85 Wikidata | Wohnhaus des Vierseithofes |

### Forsting
| Lage                  | Objekt                     | Beschreibung | Akten-Nr.              | Bild           |
| --------------------- | -------------------------- | --- | ---------------------- | -------------- |
| Forsting 4 (Standort) | Wohnhaus des Dreiseithofes | Zweigeschossiger, teilweise verschalter Blockbau mit vorstehendem, firstparallelem Halbwalmdach, 1. Drittel 19. Jahrhundert Stallstadel des Dreiseithofes, zweitenniger Ständerbau mit Steildach, 1. Hälfte 19. Jahrhundert | D-2-75-124-86 Wikidata | weitere Bilder |

### Großtrenk
| Lage                   | Objekt              | Beschreibung | Akten-Nr.              | Bild                |
| ---------------------- | ------------------- | --- | ---------------------- | ------------------- |
| Großtrenk 1 (Standort) | Bauernhaus (Altbau) | Zweigeschossiger und giebelständiger, teilweise versteinerter Blockbau mit vorschießendem Flachsatteldach, 1. Drittel 19. Jahrhundert | D-2-75-124-92 Wikidata | Bauernhaus (Altbau) |

### Haag
| Lage                         | Objekt                     | Beschreibung | Akten-Nr.              | Bild                       |
| ---------------------------- | -------------------------- | --- | ---------------------- | -------------------------- |
| Haag 1 (Standort)            | Wohnhaus des Vierseithofes | Zweigeschossiger, teilweise verschindelter und verschalter Blockbau mit vorkragendem und aufgesteiltem Satteldach, 1757 | D-2-75-124-94 Wikidata | Wohnhaus des Vierseithofes |
| Haag 1; Hasenland (Standort) | Hofkapelle                 | Polygonal schließender Holzbau mit blechgedecktem Satteldach, frühes 19. Jahrhundert; mit Ausstattung                   | D-2-75-124-94 Wikidata | Hofkapelle                 |

### Hager
| Lage               | Objekt                                  | Beschreibung | Akten-Nr.              | Bild                                    |
| ------------------ | --------------------------------------- | --- | ---------------------- | --------------------------------------- |
| Hager 1 (Standort) | Zugehöriger Stallflügel mit Traidkasten | Teilweise geständerter Obergeschoss-Blockbau mit vorschießendem Flachsatteldach und Traufschrot, Anfang 19. Jahrhundert | D-2-75-124-96 Wikidata | Zugehöriger Stallflügel mit Traidkasten |

### Hasenberg
| Lage                      | Objekt                     | Beschreibung | Akten-Nr.              | Bild                       |
| ------------------------- | -------------------------- | --- | ---------------------- | -------------------------- |
| Hasenberg 1 (Standort)    | Wohnhaus des Vierseithofes | Zweigeschossiger Blockbau mit vorschießendem Flachsatteldach und zweiseitig umlaufendem Schrot, Ende 18. Jahrhundert | D-2-75-124-97 Wikidata | Wohnhaus des Vierseithofes |
| Nähe Hasenberg (Standort) | Hofkapelle                 | Giebelständiges, offenes Satteldachgehäuse mit stichbogiger Nische, 19. Jahrhundert                                  | D-2-75-124-97 Wikidata | Hofkapelle                 |

### Haunberg
| Lage                  | Objekt                     | Beschreibung | Akten-Nr.              | Bild                       |
| --------------------- | -------------------------- | --- | ---------------------- | -------------------------- |
| Haunberg 1 (Standort) | Wohnhaus des Dreiseithofes | zweigeschossiger und traufständiger, teilweise versteinerter Blockbau mit vorschießendem Flachsatteldach und Giebelbalkon, Mitte 18. Jahrhundert Remise und Traidkasten, geständerter Obergeschoss-Blockbau mit traufseitig vorkragendem Flachsatteldach und Traufschrot, 1. Hälfte 19. Jahrhundert | D-2-75-124-99 Wikidata | Wohnhaus des Dreiseithofes |

### Höllthal
| Lage                  | Objekt                                | Beschreibung | Akten-Nr.               | Bild                                  |
| --------------------- | ------------------------------------- | --- | ----------------------- | ------------------------------------- |
| Höllthal 2 (Standort) | Rottaler Bauernhaus                   | Stattlicher zweigeschossiger Obergeschoss-Blockbau mit vorschießendem, aufgeständertem Flachsatteldach und zwei Giebelschroten, bezeichnet 1734, Erdgeschoss anlässlich der Versetzung von Hebertsfelden, Edhofer Straße 4 (vormals Haus Nummer 10), 1981 neu gemauert                                                                                            | D-2-75-124-190 Wikidata | Rottaler Bauernhaus                   |
| Höllthal 3 (Standort) | Rottaler Bauernhaus des Vierseithofes | Zweigeschossiger, teilweise versteinerter Blockbau mit vorschießendem Flachsatteldach und hofseitigem Schrot, spätes 18. Jahrhundert Ostflügel, Stall und Traidkasten, Satteldachbau mit Korbbogentor und Traufschrot, 1. Hälfte 19. Jahrhundert Nordflügel, stattlicher Stallstadel mit Satteldach, Blockbau-Obergeschoss und hofseitigem Bundwerk, gleichzeitig | D-2-75-124-100 Wikidata | Rottaler Bauernhaus des Vierseithofes |

### Hundsmaier
| Lage                    | Objekt                                   | Beschreibung | Akten-Nr.               | Bild                                     |
| ----------------------- | ---------------------------------------- | --- | ----------------------- | ---------------------------------------- |
| Hundsmaier 1 (Standort) | Wohnhaus des geschlossenen Vierseithofes | Zweigeschossiger und verschalter Blockbau mit gedrehtem, vorschießendem Flachsatteldach, 1. Drittel 19. Jahrhundert Südflügel mit Stall, Durchfahrt, Remise und reich verziertem Traidkasten, Holzgerüst und aufgeständerter Obergeschoss-Blockbau mit Satteldach und Traufschrot, Ende 18. Jahrhundert | D-2-75-124-103 Wikidata | Wohnhaus des geschlossenen Vierseithofes |

### Karpfham
| Lage                                        | Objekt                                    | Beschreibung | Akten-Nr.               | Bild                   |
| ------------------------------------------- | ----------------------------------------- | --- | ----------------------- | ---------------------- |
| Maierhofstraße 2 (Standort)                 | Kleinhaus                                 | Mit Blockbau-Obergeschoss und mittelsteilem Dach, nach Mitte 19. Jahrhundert | D-2-75-124-106 Wikidata | Kleinhaus              |
| Rottalstraße 18 (Standort)                  | Ehemaliger Pfarrstadel                    | Lang gestreckter eingeschossiger Flachwalmdachbau mit Mezzanin, rund- und stichbogigen Öffnungen, Mitte 19. Jahrhundert | D-2-75-124-105 Wikidata | Ehemaliger Pfarrstadel |
| Rottalstraße 26 (Standort)                  | Katholische Pfarrkirche Mariä Himmelfahrt | Saalkirche mit eingezogenem Polygonalchor und Chorflankenturm und doppelgeschossiger Sakristei mit Pultdach, erbaut nach Mitte des 15. Jahrhunderts, am Chor bezeichnet 1456 und 1457, an der Westwand 1470, Turmunterbau Ende 13. Jahrhundert, Restaurierung 1863, Turmoberteil 1872, Innenrestaurierung 1910–12; mit Ausstattung | D-2-75-124-104 Wikidata | weitere Bilder         |
| Rottalstraße 22; Rottalstraße 24 (Standort) | Seelenkapelle zu den 14 Nothelfern        | Polygonal schließender Saalbau mit Glockendachreiter, Zwiebelhaube und Außenfresko, 2. Hälfte 15. Jahrhundert; mit Ausstattung; Friedhofsmauer mit stichbogigen Nischen und Grabplatten, 19./20. Jahrhundert | D-2-75-124-104          | weitere Bilder         |
| Rottalstraße 31 (Standort)                  | Geschäftshaus                             | Zweigeschossiger und traufständiger, abgewalmter Satteldachbau in Ecklage, mit Mezzanin, Putzgliederungen, Schweif- und Zwerchgiebeln, Ende 19. Jahrhundert | D-2-75-124-107 Wikidata | Geschäftshaus          |

### Katzham
| Lage                                   | Objekt     | Beschreibung                                                                                                 | Akten-Nr.               | Bild       |
| -------------------------------------- | ---------- | --- | ----------------------- | ---------- |
| Katzham 2; westlich vom Ort (Standort) | Wegkapelle | Traufständiger Satteldachbau mit eingezogener, halbrunder Apsis, 2. Viertel 19. Jahrhundert; mit Ausstattung | D-2-75-124-110 Wikidata | Wegkapelle |
| Katzham 4 (Standort)                   | Bauernhaus | Teilblockbau mit Schroten, im Kern Anfang 19. Jahrhundert                                                    | D-2-75-124-109 Wikidata | Bauernhaus |

### Kemading
| Lage                  | Objekt              | Beschreibung                         | Akten-Nr.               | Bild                |
| --------------------- | ------------------- | ------------------------------------ | ----------------------- | ------------------- |
| Kemading 6 (Standort) | Kleiner Einfirsthof | Blockbau, 1. Drittel 19. Jahrhundert | D-2-75-124-111 Wikidata | Kleiner Einfirsthof |

### Kurzholz
| Lage                   | Objekt                     | Beschreibung | Akten-Nr.               | Bild                       |
| ---------------------- | -------------------------- | --- | ----------------------- | -------------------------- |
| Kurzholz 11 (Standort) | Wohnhaus des Dreiseithofes | Zweigeschossiger und giebelständiger, brettverschindelter Blockbau mit vorschießendem Flachsatteldach, Mitte 19. Jahrhundert | D-2-75-124-112 Wikidata | Wohnhaus des Dreiseithofes |

### Lederbach
| Lage                    | Objekt                     | Beschreibung | Akten-Nr.               | Bild                       |
| ----------------------- | -------------------------- | --- | ----------------------- | -------------------------- |
| Lederbach 11 (Standort) | Wohnhaus des Vierseithofes | Zweigeschossiger und traufständiger Blockbau mit vorschießendem, aufgesteiltem Flachsatteldach und zwei Giebelschroten, im Kern Ende 18. Jahrhundert | D-2-75-124-114 Wikidata | Wohnhaus des Vierseithofes |

### Leithen
| Lage                  | Objekt     | Beschreibung | Akten-Nr.              | Bild       |
| --------------------- | ---------- | --- | ---------------------- | ---------- |
| Leithen 54 (Standort) | Bauernhaus | Mittertennbau, zweigeschossiger und traufständiger Blockbau mit vorschießendem, aufgesteiltem Flachsatteldach und Giebelschrot, 1820–40 | D-2-75-124-13 Wikidata | Bauernhaus |

### Lohmann
| Lage                 | Objekt     | Beschreibung | Akten-Nr.               | Bild       |
| -------------------- | ---------- | --- | ----------------------- | ---------- |
| Lohmann 1 (Standort) | Bauernhaus | Zweigeschossiger und giebelständiger Blockbau mit vorschießendem Satteldach und Traufschrot, im Kern noch 18. Jahrhundert, zweigeschossiger Stallteil, 19. Jahrhundert Stall mit Remise und Traidkasten, zweigeschossiger und Obergeschoss-Blockbau mit vorschießendem Flachsatteldach und Traufschrot, Ende 18. Jahrhundert, teilweise modern erneuert | D-2-75-124-115 Wikidata | Bauernhaus |

### Maierhof
| Lage                  | Objekt                             | Beschreibung | Akten-Nr.               | Bild                               |
| --------------------- | ---------------------------------- | --- | ----------------------- | ---------------------------------- |
| Maierhof 4 (Standort) | Mittertennhaus eines Dreiseithofes | Wohnteil zweigeschossiger und traufständiger, teilweise verschalter Blockbau mit vorschießendem Satteldach und Giebelbalkon, leicht verbreiterter Stallteil aus Backstein, Mitte 19. Jahrhundert | D-2-75-124-116 Wikidata | Mittertennhaus eines Dreiseithofes |

### Matzenöd
| Lage                  | Objekt                        | Beschreibung | Akten-Nr.               | Bild                          |
| --------------------- | ----------------------------- | --- | ----------------------- | ----------------------------- |
| Matzenöd 1 (Standort) | Wohnhaus des Vierseithofes    | Wohnhaus eines Vierseithofes, zweigeschossiger und gestelzter Obergeschoss-Blockbau (verschalt) mit vorschießendem Satteldach und Kniestock, Mitte 19. Jahrhundert         | D-2-75-124-117 Wikidata | Wohnhaus des Vierseithofes    |
| Matzenöd 1 (Standort) | Stattlicher Durchfahrtsstadel | Stattlicher Durchfahrtsstadel, (verschalter Ständerbau) mit Steildach und zum Teil in Riegelwerk, 18./19. Jahrhundert                                                      | D-2-75-124-117 Wikidata | Stattlicher Durchfahrtsstadel |
| Matzenöd 1 (Standort) | Nebengebäude mit Remisen      | Nebengebäude mit Remisen, Ställen, Heuboden und Traidkasten, hakenförmiger und zweigeschossiger Ziegelbau mit Satteldach und korbbogigen Öffnungen, Anfang 20. Jahrhundert | D-2-75-124-117 Wikidata | Nebengebäude mit Remisen      |

### Neukl
| Lage               | Objekt                     | Beschreibung                                                                                                   | Akten-Nr.               | Bild           |
| ------------------ | -------------------------- | --- | ----------------------- | -------------- |
| Neukl 1 (Standort) | Hofkapelle Krönung Mariens | Polygonal schließender, giebelständiger Backsteinbau mit Fassadendachreiter, neugotisch, 1864; mit Ausstattung | D-2-75-124-118 Wikidata | weitere Bilder |

### Niederreutern
| Lage                       | Objekt                     | Beschreibung                                                                                                | Akten-Nr.               | Bild                       |
| -------------------------- | -------------------------- | --- | ----------------------- | -------------------------- |
| Niederreutern 9 (Standort) | Wohnhaus des Vierseithofes | Zweigeschossiger und traufständiger Blockbau, mit Malschrot, 18./19. Jahrhundert, Dach mit Kniestock später | D-2-75-124-119 Wikidata | Wohnhaus des Vierseithofes |

### Niederweng
| Lage                                                       | Objekt                      | Beschreibung | Akten-Nr.               | Bild                        |
| ---------------------------------------------------------- | --------------------------- | --- | ----------------------- | --------------------------- |
| Niederweng 5 (Standort)                                    | Ehemals Rottaler Bauernhaus | Zweigeschossiger, teilweise verschindelter Blockbau mit vorschießendem Flachsatteldach und zwei Giebelschroten, 18. Jahrhundert., aus Parzham, 1980–81 wieder aufgestellt; Nebengebäude, Stall mit Remise und Traidkasten, Obergeschoss-Blockbau mit vorkragendem Satteldach und Traufschrot, 19. Jahrhundert | D-2-75-124-120 Wikidata | Ehemals Rottaler Bauernhaus |
| Niederweng 8, an der Straße nach Schnellertsham (Standort) | Hofkapelle                  | Bruder-Konrad-Kapelle, traufständiger und polygonal schließender Steildachbau mit Putzgliederungen, 19. Jahrhundert | D-2-75-124-122          | Hofkapelle                  |
| Niederweng 9 (Standort)                                    | Einödhof zum Götzendorfer   | Dreiseitanlage von 1876; Wohnstallhaus in Hakenform, Wohnteil als zweigeschossiger, verschindelter und verschalter Blockbau mit vorschießendem Satteldach und Traufschrot, böhmischem Kappengewölbe im Hakenschopf, Stallstadelteil mit Walmdach; Zuhaus, zweigeschossiger Satteldachbau mit Lagerkeller      | D-2-75-124-121 Wikidata | Einödhof zum Götzendorfer   |

### Obergrün
| Lage                  | Objekt                                | Beschreibung | Akten-Nr.               | Bild           |
| --------------------- | ------------------------------------- | --- | ----------------------- | -------------- |
| Obergrün 2 (Standort) | Wohnhaus des ehemaligen Vierseithofes | Stattlicher, zweigeschossiger Blockbau mit vorschießendem Satteldach, Kniestock und Giebelschroten, 18./19. Jahrhundert., im Kern wohl älter, Dach in den 1920er Jahren gesteilt Nebengebäude, Remise mit Traidkasten, zweigeschossiger Obergeschoss-Blockbau mit Traufschrot und geschnitzten und gefassten Stürzen, Erdgeschoss modern ausgemauert, östlich 1763 (bezeichnet), 1813 (bezeichnet) nach Westen erweitert | D-2-75-124-123 Wikidata | weitere Bilder |

### Parzham
| Lage                  | Objekt                                             | Beschreibung | Akten-Nr.               | Bild                                      |
| --------------------- | -------------------------------------------------- | --- | ----------------------- | ----------------------------------------- |
| In Parzham (Standort) | Wohnhaus des Vierseithofes, jetzt Gedächtnisstätte | Stattlicher zweigeschossiger und giebelständiger, verschindelter Blockbau mit vorschießendem Flachsatteldach, Kniestock und Giebelschroten, 1818; Geburtshaus des hl. Bruder Konrad von Parzham (1818–94) Konrad von Parzham | D-2-75-124-126 Wikidata | weitere Bilder                            |
| Parzham 2 (Standort)  | Rottaler Bauernhaus eines Vierseithofes            | Zweigeschossiger und traufständiger, teilweise versteinerter und verschindelter Blockbau mit vorschießendem Flachsatteldach und zwei Giebelschroten, wohl 1817                                                               | D-2-75-124-127 Wikidata | weitere Bilder                            |
| Parzham 6 (Standort)  | Wohnhaus eines abgegangenen Vierseithofes          | Zweigeschossiger und traufständiger Blockbau mit vorschießendem Flachsatteldach und zwei Giebelschroten, im Kern Ende 17. Jahrhundert; ursprünglich giebelgeteilt                                                            | D-2-75-124-128 Wikidata | Wohnhaus eines abgegangenen Vierseithofes |
| Parzham 9 (Standort)  | Zugehöriges Nebengebäude                           | Remise, Stall und geständerter Traidkasten, Blockbau-Obergeschoss mit vorkragendem Satteldach und Traufschrot, 1. Drittel 19. Jahrhundert                                                                                    | D-2-75-124-129 Wikidata | Zugehöriges Nebengebäude                  |

### Rehwinkl
| Lage                  | Objekt                     | Beschreibung | Akten-Nr.               | Bild                       |
| --------------------- | -------------------------- | --- | ----------------------- | -------------------------- |
| Rehwinkl 5 (Standort) | Wohnhaus des Dreiseithofes | Zweigeschossiger, teilweise verschalter Obergeschoss-Blockbau mit vorschießendem Satteldach und Traufschrot, 2. Viertel 19. Jahrhundert | D-2-75-124-130 Wikidata | Wohnhaus des Dreiseithofes |

### Reisbach
| Lage                   | Objekt                                   | Beschreibung | Akten-Nr.               | Bild                       |
| ---------------------- | ---------------------------------------- | --- | ----------------------- | -------------------------- |
| Reisbach 20 (Standort) | Wohnhaus                                 | Zweigeschosser und traufständiger, teilweise verschalter Blockbau mit vorschießendem, aufgesteiltem Satteldach, Mitte 19. Jahrhundert | D-2-75-124-132 Wikidata | Wohnhaus                   |
| Reisbach 21 (Standort) | Wohnhaus des Vierseithofes               | Zweigeschossiger und traufständiger,verschindelter Blockbau mit vorschießendem und aufgesteiltem Flachsatteldach Ostflügel, Stallstadel mit Heuboden, Obergeschoss-Blockbau mit vorschießendem Satteldach und Traufschrot; Ansicht von Westen Südflügel, stattlicher Stadel, Satteldachbau mit Blockbau-Obergeschoss; Ansicht von Norden Westflügel, Stallstadel mit Traidkasten, Obergeschoss-Blockbau mit Flachsatteldach und Traufschrot; Ansicht von Osten | D-2-75-124-134 Wikidata | weitere Bilder             |
| Reisbach 24 (Standort) | Wohnhaus des Dreiseithofes               | Zweigeschossiger und giebelständiger Blockbau mit vorschießendem und aufgesteiltem Satteldach und Traufschrot, 1. Drittel 19. Jahrhundert Stadel mit Traidkasten, Obergeschoss-Blockbau mit vorschießendem Flachsatteldach, 18./19. Jahrhundert | D-2-75-124-133 Wikidata | Wohnhaus des Dreiseithofes |
| Reisbach 31 (Standort) | Katholische Wallfahrtskirche Heiligkreuz | Wallfahrtskirche Heiligkreuz, Saalkirche mit Chorpolygon, Steildach, Dachreiter mit Spitzhelm, Gewölbevorhalle, Sakristei unter Schleppdach, spätes 15. Jahrhundert; mit Ausstattung | D-2-75-124-131 Wikidata | weitere Bilder             |

### Reutern
| Lage                              | Objekt                                                   | Beschreibung | Akten-Nr.               | Bild           |
| --------------------------------- | -------------------------------------------------------- | --- | ----------------------- | -------------- |
| Reutern 18 (Standort)             | Katholische Kapelle Heilige Dreifaltigkeit (Wieskapelle) | Halbrund schließender Satteldachbau mit Vordach und Rahmengliederung, um 1750, Langhaus abgetragen; mit Ausstattung | D-2-75-124-136 Wikidata | weitere Bilder |
| Reutern 23 (Standort)             | Katholische Pfarrkirche St. Valentin                     | Spätgotisch, 15./16. Jahrhundert, Turm spätromanisch; mit Ausstattung                                               | D-2-75-124-135 Wikidata | weitere Bilder |
| Reutern 26; Reutern 28 (Standort) | Schulhaus                                                | Zweigeschossiger Zweiflügelbau mit Walmdach, Gurt- und Kastengesims, Ende 19. Jahrhundert                           | D-2-75-124-138 Wikidata | Schulhaus      |
| Reutern 39 (Standort)             | Gasthaus Lorenz                                          | Mit Zeltdach, 1851                                                                                                  | D-2-75-124-137 Wikidata | weitere Bilder |

### Sankt Salvator
| Lage                       | Objekt                          | Beschreibung | Akten-Nr.               | Bild                           |
| -------------------------- | ------------------------------- | --- | ----------------------- | ------------------------------ |
| Klosterberg 19 (Standort)  | Ehemalige Prämonstratenserabtei | Zwei von ursprünglich drei erhaltenen Flügeln des zwischen 1633 und 1644 von Bartholomäus Viscardi errichteten barocken Neubaus erhalten Südflügel mit zwei Ecktürmen, im Westflügel Reste des ehemaligen Kreuzgangs Ehemalige Abteikirche, jetzt katholische Pfarrkirche St. Salvator, barocker Neubau, 1644; mit Ausstattung Ehemaliges Abteistöckl, die drei erhaltenen Achsen als Pfarrhof ausgebaut, im Erdgeschoss die alte Sakristei des 17. Jahrhunderts | D-2-75-124-139 Wikidata | weitere Bilder                 |
| Klosterberg 21 (Standort)  | Frühmeß-Benefizium St. Michael  | Zweigeschossige Jugendstil-Villa mit Schopfwalmdach, allseitig Zwerchgiebel und Balkone mit gemauerten Balustern, reiche Putzornamentik, profilierte Gesimse und Ecklisenen, innen ornamentierte Naturholztüren und vier Jugendstil-Kachelöfen, 1909 erbaut durch den früheren Pfarrer Michael Schmidhofer; mit Ausstattung | D-2-75-124-191 Wikidata | Frühmeß-Benefizium St. Michael |
| Uttlauer Weg 17 (Standort) | Bauernhaus                      | Zweigeschossiger und giebelständiger, teilweise brettverschindelter Obergeschoss-Blockbau mit vorschießendem Satteldach und Traufschrot, 1. Hälfte 19. Jahrhundert | D-2-75-124-140 Wikidata | Bauernhaus                     |

### Sankt Wolfgang
| Lage                         | Objekt                                            | Beschreibung | Akten-Nr.               | Bild                |
| ---------------------------- | ------------------------------------------------- | --- | ----------------------- | ------------------- |
| Sankt Wolfgang 5 (Standort)  | Ehemaliges Wirtshaus, sogenannter Alter Pilgerhof | Stattlicher zweigeschossiger und giebelständiger Blockbau mit vorschießendem Flachsatteldach, bezeichnet 1782 | D-2-75-124-142 Wikidata | weitere Bilder      |
| Sankt Wolfgang 7 (Standort)  | Katholische Wallfahrtskirche St. Wolfgang         | Saalkirche mit eingezogenem Polygonalchor, Westturm mit Haubendach, offener Vorhalle, Sakristei unter steilem Pultdach und Chorscheitelkapelle, Weihe 1411, Langhaus und Turmunterbau vielleicht älter, Erhöhung des Schiffs Ende 15. Jahrhundert, im 18. Jahrhundert barockisiert, um 1724 (bezeichnet) Erhöhung des Chores, um 1763 (bezeichnet) Turmaufstockung; mit Ausstattung                                    | D-2-75-124-141 Wikidata | weitere Bilder      |
| Sankt Wolfgang 8 (Standort)  | Mesnerhaus                                        | Stattlicher, zum Teil übertünchter zweigeschossiger Blockbau mit vorschießendem Flachsatteldach und Giebelbalkon, 2. Hälfte 18. Jahrhundert | D-2-75-124-145 Wikidata | weitere Bilder      |
| Sankt Wolfgang 9 (Standort)  | Wohnstallhaus                                     | Stattlicher zweigeschossiger und giebelständiger Blockbau mit Satteldach und zwei Giebelschroten, Ende 18. Jahrhundert | D-2-75-124-143 Wikidata | weitere Bilder      |
| Sankt Wolfgang 10 (Standort) | Ehemaliger Pfarrhof                               | Ehemals Pfarrhof (1807-1966), als Vierseithof angelegt; Wohnhaus zweigeschossiger und giebelständiger Obergeschoss-Blockbau mit vorschießendem Walmdach, 1762 als Vikariatshaus errichtet Stall mit Heuboden und Traidkasten, zweigeschossiger winkelförmiger Satteldachbau mit Blockbau-Obergeschoss und hofseitigem Bundwerk, 1. Hälfte 19. Jahrhundert Stadel, verbretterter Ständerbau mit Steildach, gleichzeitig | D-2-75-124-144 Wikidata | Ehemaliger Pfarrhof |

### Schildorn
| Lage                   | Objekt                     | Beschreibung | Akten-Nr.               | Bild                       |
| ---------------------- | -------------------------- | --- | ----------------------- | -------------------------- |
| (Standort)             | Kapellenbildstock          | Satteldachgehäuse mit stichbogiger Nische, wohl Mitte 19. Jahrhundert, früher Pilgerwegstation nach St. Salvator | D-2-75-124-147 Wikidata | Kapellenbildstock          |
| Schildorn 2 (Standort) | Wohnhaus des Vierseithofes | Zweigeschossiger Obergeschoss-Blockbau mit aufgeständertem Satteldach und Traufschrot, 2. Viertel 19. Jahrhundert Stall mit Traidkasten, Obergeschoss-Blockbau mit Satteldach und Traufgang, 2. Viertel 19. Jahrhundert | D-2-75-124-146 Wikidata | Wohnhaus des Vierseithofes |

### Schratzenberg
| Lage                       | Objekt                                             | Beschreibung | Akten-Nr.               | Bild                                               |
| -------------------------- | -------------------------------------------------- | --- | ----------------------- | -------------------------------------------------- |
| Schratzenberg 4 (Standort) | Zugehörige Remise mit Einfahrtstor und Traidkasten | Traufständiger Obergeschoss-Blockbau mit vorschießendem Satteldach und Traufschrot, 1. Hälfte 19. Jahrhundert                                                                            | D-2-75-124-148 Wikidata | Zugehörige Remise mit Einfahrtstor und Traidkasten |
| Schratzenberg 5 (Standort) | Zugehörige Remise mit Traidkasten                  | Zweigeschossiger und traufständiger Obergeschoss-Blockbau mit vorschießendem Satteldach, Traufschrot und doppelter Erdgeschoss-Arkade, 1. Hälfte 19. Jahrhundert, Teilabbruch nach Brand | D-2-75-124-149 Wikidata | Zugehörige Remise mit Traidkasten                  |

### Schwaim
| Lage                           | Objekt                     | Beschreibung | Akten-Nr.               | Bild                       |
| ------------------------------ | -------------------------- | --- | ----------------------- | -------------------------- |
| Kellerberg 1 (Standort)        | Mittertennhaus             | Zweigeschossiger und traufständiger Blockbau mit vorschießendem Satteldach und Giebelschrot, 1. Drittel 19. Jahrhundert | D-2-75-124-155 Wikidata | Mittertennhaus             |
| Kellerberg 2 (Standort)        | Einfirsthof                | in Ecklage, zweigeschossiger und giebelständiger Blockbau mit Flachsatteldach, 1. Drittel 19. Jahrhundert | D-2-75-124-153 Wikidata | Einfirsthof                |
| Kellerberg 5 (Standort)        | Bauernhaus                 | Zweigeschossiger und giebelständiger Blockbau mit vorschießendem Flachsatteldach, Giebelbalkonen und seitlicher Durchfahrt, 1740 | D-2-75-124-154 Wikidata | Bauernhaus                 |
| Schwaimer Straße 51 (Standort) | Wohnhaus des Vierseithofes | Zweigeschossiger und traufständiger Satteldachbau mit Dachvorschuss und Giebelschrot, 2. Viertel 19. Jahrhundert Flügel mit Remise, Stall und Traidkasten, Obergeschoss-Blockbau mit vorschießendem Flachsatteldach und Traufschrot, 2. Viertel 19. Jahrhundert | D-2-75-124-152 Wikidata | Wohnhaus des Vierseithofes |
| Schwaimer Straße 54 (Standort) | Wohnstallhaus              | Wohnteil eines ehemaligen Wohnstallhauses, zweigeschossiger und traufständiger Blockbau mit vorschießendem Flachsatteldach und Traufbalkon, 2. Viertel 19. Jahrhundert                                                                                          | D-2-75-124-150 Wikidata | Wohnstallhaus              |
| Schwaimer Straße 59 (Standort) | Bauernhaus                 | Mittertennbau, zweigeschossiger und traufständiger Blockbau mit vorschießendem und aufgesteiltem Satteldach, 1. Hälfte 19. Jahrhundert | D-2-75-124-151 Wikidata | Bauernhaus                 |

### Singham
| Lage                  | Objekt      | Beschreibung | Akten-Nr.               | Bild        |
| --------------------- | ----------- | --- | ----------------------- | ----------- |
| Singham 45 (Standort) | Einfirsthof | Mitterstallbau, Wohnteil zweigeschossiger und traufständiger, teilweise verschindelter Blockbau mit vorschießendem Flachsatteldach und Giebelbalkon, Mitte 19. Jahrhundert | D-2-75-124-159 Wikidata | Einfirsthof |

### Thal
| Lage               | Objekt                             | Beschreibung | Akten-Nr.               | Bild                       |
| ------------------ | ---------------------------------- | --- | ----------------------- | -------------------------- |
| Thal 43 (Standort) | Wohnhaus des Vierseithofes         | Dreigeschossiger und traufständiger, verputzter Blockbau mit vorschießendem Flachsatteldach, 2. Viertel 19. Jahrhundert, 2. Obergeschoss später Bildstock mit Marienrelief, Tuffstein 2. Hälfte 19. Jahrhundert | D-2-75-124-160 Wikidata | Wohnhaus des Vierseithofes |
| Thal 44 (Standort) | Wohnhaus des Vierseithofes         | Zweigeschossiger und giebelständiger, teilweise verputzter Blockbau mit vorschießendem, aufgesteiltem Flachsatteldach und Traufbalkon, bezeichnet 1844                                                          | D-2-75-124-162 Wikidata | Wohnhaus des Vierseithofes |
| Thal 45 (Standort) | Kleiner Hakenhof und Mittertennbau | Wohnteil zweigeschossiger, verschindelter Blockbau mit vorschießendem und aufgesteiltem Flachsatteldach, Mitte 19. Jahrhundert,                                                                                 | D-2-75-124-161 Wikidata | weitere Bilder             |

### Thanham
| Lage                  | Objekt                     | Beschreibung | Akten-Nr.               | Bild                       |
| --------------------- | -------------------------- | --- | ----------------------- | -------------------------- |
| Thanham 17 (Standort) | Wohnhaus des Vierseithofes | Zweigeschossiger, teilweise erneuerter Blockbau, mit vorschießendem und aufgesteiltem Satteldach, 18./19. Jahrhundert | D-2-75-124-164 Wikidata | Wohnhaus des Vierseithofes |

### Thiersbach
| Lage                            | Objekt                            | Beschreibung | Akten-Nr.               | Bild                              |
| ------------------------------- | --------------------------------- | --- | ----------------------- | --------------------------------- |
| Dorfbacher Straße 2 (Standort)  | Zugehöriger Stadel mit Traidboden | Aufgeständerter Obergeschoss-Blockbau mit Satteldach und massivem Stallteil mit Bändergliederung, wohl 2. Hälfte 19. Jahrhundert                                                   | D-2-75-124-167 Wikidata | Zugehöriger Stadel mit Traidboden |
| Eckartsöder Straße 2 (Standort) | Kleinbauernhaus                   | Mit Flachdach, überwiegend Blockbau, Ende 18. Jahrhundert | D-2-75-124-168 Wikidata | Kleinbauernhaus                   |
| Eckartsöder Straße 3 (Standort) | Kleinbauern- und Wohnstallhaus    | Zweigeschossiger und traufständiger Blockbau mit vorschießendem Flachsatteldach, 1. Drittel 19. Jahrhundert                                                                        | D-2-75-124-169 Wikidata | Kleinbauern- und Wohnstallhaus    |
| Eckartsöder Straße 4 (Standort) | Wohnhaus                          | Zweigeschossiger und firstparalleler Walmdachbau mit profiliertem Traufgesims, Ende 18. Jahrhundert                                                                                | D-2-75-124-170 Wikidata | Wohnhaus                          |
| Hübinger Straße 3 (Standort)    | Wohnhaus des Dreiseithofes        | Blockbau mit Traufschrot, erste Hälfte 19. Jahrhundert Quer dazu geständerter Traidkasten, bezeichnet „1840“                                                                       | D-2-75-124-166 Wikidata | BW                                |
| Hübinger Straße 7 (Standort)    | Wohnhaus des Dreiseithofes        | Zweigeschossiger und giebelständiger, teilweise verschalter und brettverschindelter Obergeschoss-Blockbau mit vorschießendem Satteldach und Traufschrot, 1. Hälfte 19. Jahrhundert | D-2-75-124-165          | Wohnhaus des Dreiseithofes        |

### Weng
| Lage                       | Objekt                                          | Beschreibung | Akten-Nr.               | Bild                               |
| -------------------------- | ----------------------------------------------- | --- | ----------------------- | ---------------------------------- |
| Am Kirchberg 15 (Standort) | Schmiedeeiserner Ausleger, um 1800              | Um 1800 | D-2-75-124-172 Wikidata | Schmiedeeiserner Ausleger, um 1800 |
| Am Kirchberg 16 (Standort) | Katholische Pfarrkirche St. Johannes der Täufer | Chor und Turm zweite Hälfte 15. Jahrhundert, Langhaus und Turmoberbau neugotisch, 1849; mit Ausstattung | D-2-75-124-171 Wikidata | weitere Bilder                     |
| Am Kirchberg 18 (Standort) | Ehemalige Schule (Bruder-Konrad-Stiftung)       | Zweigeschossiger und traufständiger Obergeschoss-Blockbau mit vorschießendem Flachsatteldach und kurzem Traufschrot, bezeichnet 1819                                                                                    | D-2-75-124-182 Wikidata | weitere Bilder                     |
| Dorfstraße 21 (Standort)   | Hakenhof                                        | Mit Blockbau-Obergeschoss und mittelsteilem Dach, Mitte 19. Jahrhundert | D-2-75-124-175 Wikidata | Hakenhof                           |
| Dorfstraße 22 (Standort)   | Bauernhaus                                      | Zweigeschossiger und giebelständiger Obergeschoss-Blockbau mit vorschießendem Flachsatteldach und Traufschrot, zweimal bezeichnet 1848                                                                                  | D-2-75-124-174 Wikidata | weitere Bilder                     |
| Dorfstraße 37 (Standort)   | Kleinbauernhaus                                 | Zweigeschossiger und giebelständiger Obergeschoss-Blockbau mit vorschießendem Satteldach, nach Mitte 19. Jahrhundert | D-2-75-124-173 Wikidata | weitere Bilder                     |
| Nähe Dorfstraße (Standort) | Kriegergedächtniskapelle                        | Sogenannte Bruder-Konrad-Kapelle, offener Zeltdachbau mit Mitteltürmchen und Vordach auf Holzstützen und Wangenmauern, Sockel Bruchstein, zweites Viertel 20. Jahrhundert (Verfahrensstand: Benehmen nicht hergestellt) | D-2-75-124-200          | weitere Bilder                     |
| Ringstraße 2 (Standort)    | Wohnhaus des Dreiseithofes                      | Zweigeschossiger, teilweise versteinerter Obergeschoss-Blockbau mit vorschießendem und aufgesteiltem Flachsatteldach, Mitte 19. Jahrhundert                                                                             | D-2-75-124-180 Wikidata | Wohnhaus des Dreiseithofes         |
| Ringstraße 6 (Standort)    | Bauernhaus                                      | Zweigeschossiger und traufständiger, teilweise verschindelter und verschalter Blockbau mit vorschießendem und aufgesteiltem Satteldach, Mitte 19. Jahrhundert                                                           | D-2-75-124-181 Wikidata | Bauernhaus                         |
| Steinastraße 21 (Standort) | Wohnhaus des Vierseithofes                      | Zweigeschossiger und traufständiger Obergeschoss-Blockbau mit vorschießendem Satteldach, Mitte 19. Jahrhundert | D-2-75-124-177 Wikidata | Wohnhaus des Vierseithofes         |
| Steinastraße 22 (Standort) | Wohnhaus des Dreiseithofes                      | Zweigeschossiger und giebelständiger, verschalter Obergeschoss-Blockbau mit vorschießendem, aufgesteiltem Satteldach und Traufschrot, Mitte 19. Jahrhundert                                                             | D-2-75-124-176 Wikidata | Wohnhaus des Dreiseithofes         |

### Wimm
| Lage              | Objekt     | Beschreibung | Akten-Nr.               | Bild       |
| ----------------- | ---------- | --- | ----------------------- | ---------- |
| Wimm 2 (Standort) | Bauernhaus | Zweigeschossiger und teilverschindelter Blockbau, mit vorschießendem Flachsatteldach und Giebelschrot, bezeichnet 1771 | D-2-75-124-183 Wikidata | Bauernhaus |

### Wimpeßl
| Lage                                              | Objekt            | Beschreibung                                                                                   | Akten-Nr.               | Bild              |
| ------------------------------------------------- | ----------------- | ---------------------------------------------------------------------------------------------- | ----------------------- | ----------------- |
| Wimpeßl 1, an der Abzweigung Griesbach (Standort) | Kapellenbildstock | Halbrund schließendes, spitzbogiges Gehäuse mit verblechtem Glockendachreiter, 19. Jahrhundert | D-2-75-124-184 Wikidata | Kapellenbildstock |

## Ehemalige Baudenkmäler
In diesem Abschnitt sind Objekte aufgeführt, die früher einmal in der Denkmalliste eingetragen waren, jetzt aber nicht mehr. Objekte, die in anderem Zusammenhang – also z. B. als Teil eines Baudenkmals – weiter eingetragen sind, sollen hier nicht aufgeführt werden. Aktennummern in diesem Abschnitt sind ehemalige, jetzt nicht mehr gültige Aktennummern.

| Lage                                           | Objekt                                          | Beschreibung | Akten-Nr.               | Bild                               |
| ---------------------------------------------- | ----------------------------------------------- | --- | ----------------------- | ---------------------------------- |
| Bad Griesbach Aidenbacher Straße 1 (Standort)  | Wohnhaus                                        | Mit Halbwalmdach, zweites Viertel 19. Jahrhundert | D-2-75-124-16 Wikidata  | BW                                 |
| Bad Griesbach Weinzierler Straße 58 (Standort) | Bauernhaus                                      | Mit Doppelschrot an der Giebelseite, erstes Drittel 19. Jahrhundert | D-2-75-124-40 Wikidata  | BW                                 |
| Bad Griesbach Weinzierler Straße 64 (Standort) | Zugehöriger Traidkasten mit Remise              | Traufständiger, aufgeständerter Blockbau mit vorschießendem Flachsatteldach, Erdgeschoss Backstein, 2. Hälfte 18. Jahrhundert, (am 10. Mai 2021 nur noch fragmentarisch erhalten) | D-2-75-124-41 Wikidata  | Zugehöriger Traidkasten mit Remise |
| Adlmörting 10 (Standort)                       | Einfirsthof                                     | Wohnteil verputzter Blockbau mit aufgesteiltem Flachsatteldach, im Kern 18. Jahrhundert                                                                                           | D-2-75-124-43 Wikidata  | Einfirsthof                        |
| Adlmörting 18 (Standort)                       | Zugehöriger Traidkasten mit Hofschrot           | Ende 18. Jahrhundert | D-2-75-124-44 Wikidata  | BW                                 |
| Adlmörting Am Waldrand ()                      | Mittertennbau                                   | Blockbau, Mitte 19. Jahrhundert (Bemerkung: Objekt kann nicht lokalisiert werden, eventuell abgegangen!)                                                                          | D-2-75-124-45 Wikidata  |                                    |
| Afham 12 (Standort)                            | Wohnstallhaus                                   | Mit Flachdach und verschindeltem Blockbau-Obergeschoss, erstes Drittel 19. Jahrhundert                                                                                            | D-2-75-124-47 Wikidata  | BW                                 |
| Aicha nordöstlich ()                           | Feldkapelle                                     | Holzbau, Ende 19. Jahrhundert; mit Ausstattung (Bemerkung: Objekt kann nicht lokalisiert werden, eventuell abgegangen!)                                                           | D-2-75-124-53 Wikidata  |                                    |
| Aicha im Tal 12 (Standort)                     | Wohnhaus des Vierseithofes                      | Zum Teil zweigeschossiger Blockbau, erstes Drittel 19. Jahrhundert | D-2-75-124-51 Wikidata  | BW                                 |
| Aicha im Tal 13 (Standort)                     | Wohnhaus des Vierseithofes                      | Mit Blockbau-Obergeschoss, erste Hälfte 19. Jahrhundert | D-2-75-124-52           | BW                                 |
| Amsham 3 (Standort)                            | Zugehöriger Stallflügel                         | Mit Blockbauoberteil, Remise mit Traidkasten, erste Hälfte 19. Jahrhundert | D-2-75-124-54 Wikidata  | BW                                 |
| Amsham 15 (Standort)                           | Wohnhaus (Altbau) des Vierseithofes             | Blockbau, im Kern erstes Drittel 19. Jahrhundert | D-2-75-124-58 Wikidata  | BW                                 |
| Amsham alte Haus-Nr. 62 ()                     | Zugehöriger geständerter Traidkasten mit Schrot | Erstes Drittel 19. Jahrhundert (Bemerkung: Objekt kann nicht lokalisiert werden, eventuell abgegangen!)                                                                           | D-2-75-124-57 Wikidata  |                                    |
| Breitenloh 4 (Standort)                        | Wohnhaus des Vierseithofes                      | Zum Teil verschalter Obergeschoss-Blockbau, erste Hälfte 19. Jahrhundert | D-2-75-124-64 Wikidata  | BW                                 |
| Eden Einöden 1 (Standort)                      | Hakenhof                                        | Obergeschoss-Blockbau, nach Mitte 19. Jahrhundert | D-2-75-124-78 Wikidata  | BW                                 |
| Forsting 3 (Standort)                          | Troadkasten                                     | Zweigeschossiger Blockbau mit traufseitigem Balusterschrot | D-2-75-124-189 Wikidata | BW                                 |
| Freudenöd 1 (Standort)                         | Barocke Halbfigur über dem Hoftor               | (Bemerkung: eventuell abgegangen!) | D-2-75-124-87 Wikidata  | BW                                 |
| Fuchshub 1 (Standort)                          | Zugehöriger Ostflügel                           | Mit Einfahrtstor und Traidkasten über Remise, erstes Drittel 19. Jahrhundert | D-2-75-124-89 Wikidata  | BW                                 |
| Geisberg 1 (Standort)                          | Zugehöriger Traidkasten                         | Mit Flachdach im Vorderteil des straßenseitigen Flügels, erstes Drittel 19. Jahrhundert                                                                                           | D-2-75-124-91 Wikidata  | BW                                 |
| Großtrenk ()                                   | Kapelle, Heiligenhäuschen                       | Wohl zweites Viertel 19. Jahrhundert (Bemerkung: Objekt kann nicht lokalisiert werden, eventuell abgegangen!)                                                                     | D-2-75-124-93 Wikidata  |                                    |
| Hundshaupten 1 (Standort)                      | Bauernhaus                                      | Blockbau, erstes Drittel 19. Jahrhundert | D-2-75-124-102 Wikidata | BW                                 |
| Lederbach 8 (Standort)                         | Hakenhof                                        | Verschalter Blockbau mit Traufschrot, im Kern Ende 18. Jahrhundert | D-2-75-124-113 Wikidata | BW                                 |
| Parzham 1 (Standort)                           | Wohnhaus des Vierseithofes                      | Blockbau mit kleinem Schrot, Ende 18. Jahrhundert | D-2-75-124-125 Wikidata | BW                                 |
| Schwaim Summerhofstraße 8 (Standort)           | Einfirsthof                                     | Mitterstallbau, Blockbau, Mitte 19. Jahrhundert | D-2-75-124-156 Wikidata | BW                                 |
| Singham 26 (Standort)                          | Rottaler Bauernhaus                             | Zugehörig zu Vierseithof, mit Flachdach, zum Teil zweigeschossiger Blockbau, erstes Drittel 19. Jahrhundert                                                                       | D-2-75-124-157 Wikidata | BW                                 |
| Singham 71 (Standort)                          | Wohnhaus des Vierseithofes                      | Teilverschindelter Blockbau, im Kern erste Hälfte 19. Jahrhundert | D-2-75-124-158 Wikidata | BW                                 |
| Thal 47 (Standort)                             | Hakenhof                                        | Zum Teil erneuerter Obergeschoss-Blockbau, Mitte 19. Jahrhundert | D-2-75-124-163 Wikidata | BW                                 |
| Weng Steinastraße 27 (Standort)                | Bauernhaus                                      | Verschalter Blockbau, erste Hälfte 19. Jahrhundert | D-2-75-124-179 Wikidata | BW                                 |
| Zachstorf ()                                   | Wohnteil                                        | Einfirsthof, Blockbau, Mitte 19. Jahrhundert, Dach später (Bemerkung: Objekt nicht lokalisierbar, eventuell abgegangen!)                                                          | D-2-75-124-186 Wikidata |                                    |
| Zachstorf 19 (Standort)                        | Rottaler Bauernhaus                             | Blockbau mit Flachdach und Giebelschroten, bezeichnet „1782“ | D-2-75-124-185 Wikidata | BW                                 |

## Abgegangene Baudenkmäler
In diesem Abschnitt sind Objekte aufgeführt, die früher einmal in der Denkmalliste eingetragen waren, jetzt aber nicht mehr existieren, z. B. weil sie abgebrochen wurden. Aktennummern in diesem Abschnitt sind ehemalige, jetzt nicht mehr gültige Aktennummern.

| Lage                                           | Objekt     | Beschreibung                                                                                           | Akten-Nr.               | Bild |
| ---------------------------------------------- | ---------- | --- | ----------------------- | ---- |
| Bad Griesbach Weinzierler Straße 57 (Standort) | Halbhaus   | Mit Blockbau-Obergeschoss und Pultdach, Anfang 19. Jahrhundert. (Bemerkung: Hs. Nr. 57 nicht existent) | D-2-75-124-39 Wikidata  | BW   |
| Weng Steinastraße 23 (Standort)                | Bauernhaus | Blockbau, mit Mittertenne, erste Hälfte 19. Jahrhundert (Objekt abgebrochen)                           | D-2-75-124-178 Wikidata | BW   |